# 濱尾文郎
濱尾 文郎（はまお ふみお、1930年3月9日 - 2007年11月8日）は、日本のカトリック教会の枢機卿。洗礼名は「ステファノ」。東京市出身。

## 生涯
子爵濱尾四郎の3番目の息子として東京で生まれた。家族は神道と仏教を信仰していたが、母が1942年にカトリックに改宗してから後の1946年に、文郎と兄の濱尾実は洗礼を受けた。
一橋大学社会学部および東京カトリック神学院卒業。上智大学大学院神学研究科修士課程を経て、1951年から1958年までローマの教皇庁立ウルバノ大学およびグレゴリアン大学に留学する。ウルバノ大学で哲学修士および神学修士の学位を取得、グレゴリアン大学で教会法学博士の学位を取得する。1957年12月21日ローマで司祭に叙階された。
司祭叙階後は日本に戻り、東京大司教館関口教会（小石川聖マリア教会）助任に就任する。土井辰雄東京大司教の秘書および東京教区典礼委員会の委員長を務め、さらに東京カテドラル（関口教会）の主任司祭となった。
1970年3月31日に発生したよど号ハイジャック事件に、乗客の一人として遭遇した。同年2月5日、オレトの名義司教と東京大司教区の補佐司教に指名され、4月29日に司教に叙階された。1979年10月30日には横浜教区長の司教に指名され、翌1980年1月15日に着座した。1998年6月15日に引退するまでの約20年間その地位にあった。1995年にはカトリック中央協議会の会長になった。
1998年10月、教皇庁移住・移動者司牧評議会の議長（閣僚に相当）に就任した。2003年10月には枢機卿に任命された。ヨハネ・パウロ2世が最後に任命した枢機卿の一人で、任命に際しヨハネ・パウロ2世は、枢機卿団の前で濱尾を自身の近くに呼び紹介、大いに歓迎したほど厚い信任をよせた。日本人の枢機卿としては5人目となる。
2006年3月に、移動者司牧評議会の議長辞任を発表（75歳定年により、退任願いが受理される）。その少し前には列聖省神学審査部会に対しペトロ岐部と187殉教者の列福に貢献した。
2007年11月8日に肺がんのため癌研究会有明病院で死去した。11月12日、東京カテドラル関口教会聖マリア大聖堂で葬儀ミサが行われた。墓所は染井霊園。

## 思想
移住・移動者司牧評議会の議長としてバチカンで移民や移住者のために働いたが、典礼や教義の面では現地化志向であり、それゆえ反バチカン的な姿勢を取ることが多かった。
2003年には、現地の教会により強い権限を与えるための第三バチカン公会議を呼びかけている。
カトリック教会の要理教育で使われるカテキズムについても、濱尾は否定的な見方を取っていた。
「カテキズムは神学であり、それもヨーロッパの神学で、東洋的神学ではありません。それはあまりに難しすぎ、知的すぎ、 論理的すぎるのです。アジア人は、あまり知的ではありませんが、わたしたちには聡明さがあります。直感的、審美的なのです。自分の心にふれる何かが必要なのです。カテキズムは人々を改宗させません。」
教皇ベネディクト16世はラテン語の使用を呼びかけたが、バチカンの高位の聖職者として唯一人反対の立場をとり、それをインド、インドネシア、日本やアジアのどこでも、ラテン語を学ぶようにカトリック信者に期待するのは「現実性に欠ける」からと彼は説明した。
2007年に教皇が使徒的勧告「サクラメントゥム・カリターティス」（愛の秘跡）を出して、典礼におけるラテン語の祈りやグレゴリオ聖歌のより広範囲な使用を奨励したが、それに対して公然と反対の立場を示し、明仁天皇が皇太子の頃にラテン語を教えていたにもかかわらず、「それはアジア人には不可能です。誰もラテン語など分かりません。ほとんどの司祭が学んでおらず、ラテン語が分かりません。全く欧州中心で行き過ぎです」と主張し、日本のカトリック教会でのラテン語を使用した典礼に反対する立場を取り続けた。

## 家族・親族
- 曽祖父：加藤弘之（男爵、文学博士・法学博士、貴族院議員、東京大学総長）
- 祖父：加藤照麿（男爵、医学博士・貴族院議員）
- 叔父：古川緑波（喜劇役者）
- 父：濱尾四郎（子爵、検事、弁護士、探偵小説家、貴族院議員） 濱尾新の養子。
- 兄：濱尾誠（子爵、海軍士官）
- 兄：濱尾実（宮内庁東宮侍従・教育評論家・皇室解説者）